# Лепик, Криста
Криста Лепик (эст. Krista Lepik; род. 26 апреля 1964, Ракке, Эстонская ССР,  СССР) — эстонская биатлонистка. Участница Зимних Олимпийских Игр в Альбервиле и Лиллехамере.

## Биография
Дебютировала на биатлонных соревнованиях в 1990 году. После распада СССР получила право выступать на крупных международных турнирах под флагом Эстонии. На Олимпийских играх 1992 года в Альбервиле Лепик финишировала в индивидуальной гонке на 11-м месте. Это самый высокий результат, показанный эстонскими биатлонистами на Олимпиадах за всю историю их участия в играх. В эстафете биатлонистка вместе с Еленой Поляковой и Эвели Петерсон были девятыми. Через два года Криста Лепик приняла участие в Олимпиаде в Лиллехамере, но она сложилась для спортсменки менее удачно.
Самое высокое достижение Лепик на этапах Кубка мира - 9-е место в спринте на этапе в австрийском Бадгастайне в сезоне 1994/1995. В 1997 году Криста Лепик завершила свою биатлонную карьеру.
Вскоре она возглавила дворец спорта в Тамсалу. В последнее время Лепик серьезно занялась флорболом. Бывшая биатлонистка выступает на позиции защитника и входит в состав сборной Эстонии.